# Церква Богоявлення Господнього (Львів)
Церква Богоявлення Господнього — одна з давніх православних церков у Львові. Відома з XVIII століття. Їй належали ґрунти, які обмежувалися сучасними вулицями Білозіра, Фредра, Князя Романа та до приміщення обласної прокуратури, що на проспекті Шевченка. При церкві існував цвинтар, що був розташований на місці сучасної житлової забудови на вул. Князя Романа, 36—42.

## Історія
Перша письмова згадка про православний храм Богоявлення Господнього датована 1386 роком. У 1444 році у безпосередній близькості з церквою розпочато будівництво католицького монастиря кармелітів взутих.
У 1517 році львівський магістрат надав церкві земельну ділянку. У 1617 році засновано церковну школу, а за п'ять років у будинку Лангіша (пожертва власника) відкрито шпиталь. У 1690-х роках на новій земельній ділянці, що розташована в межах сучасного скверу та обмежується сучасними вулицями Князя Романа, Івана Франка та Білозіра, було споруджено нову церкву.
12 жовтня 1634 року польським королем Владиславом IV львівському Богоявленському братству був наданий привілей, який давав братству повну владу над церквою, школою, шпиталем та іншим нерухомим майном й звичайно над парафіяльним священиком.
Період облоги Львова армією гетьмана Богдана Хмельницького у жовтні 1648 року закарбувався у пам'яті містян Галицького передмістя. Гетьман кинув свої найкращі загони на взяття добре укріпленого монастиря Кармелітів босих, який безпосередньо межував з ґрунтами Богоявленського храму. На бастіоні, який знаходився приблизно в середній частині сучасної забудови, закипів бій, який був найжорстокішим за всю історію Львова. Козаки перемогли, а місце, де відбувалася битва, названо «Крвищем». Козаки ховали своїх бойових побратимів на церковному цвинтарі, де була насипана могила-курган. За козацьким курганом, який був насипаний на місці поховання козаків, до 1875 року доглядав весь православний люд Львова. У 1875 році цю ділянку викупив пан Крижановський та побудував свою кам'яницю. При проведенні земляних робіт на місці, де мав постати новий будинок, було знайдено велику кількість людських скелетів, зброї, прикрас та натільних хрестиків. Як згодом виявилося, будівельники натрапили саме на місце козацьких поховань. Пізніше усі віднайдені людські рештки у кількох скринях перевезли на Личаківський та Стрийський цвинтарі Львова, а залишки козацької зброї передано до Музею Любомирських (нині — Львівський історичний музей).
У 1695 році у Львові сталася велика пожежа, яка знищила повністю або сильно пошкодила величезну кількість пам'яток давнього Львова, у тому числі й Богоявленську церкву. На початку XVIII століття Богоявленська церква була повністю відбудована на старому місці, а у 1710—1711 роках — наново освячена.
Згідно з тогочасним описом, нова дерев'яна церква, побита гонтою, мала три вівтарі, новий іконостас, 22 великі ікони, а також було два напрестольні Євангелія у срібній оправі, багато рукописних та друкованих книг львівського та київського друку. Як на той час, церква була дуже багатою, також мала чотири срібних чаші, срібні хрести та інші прикраси, як діадеми, корони, п'ять фелонів, деякі шиті срібною ниткою, турецькі покривала, хустини та багато іншого. Навколо цвинтаря зведено паркан. Тут містився будиночок священика, до якого була прибудована школа, далі дзвіниця та дві хатинки, що здавалися у найм. На церковному ґрунті існувала броварня та гуральня, де варили пиво та горілку відповідно для потреб шпиталю. Братство також мало власну майстерню з виготовлення домовин, які продавали на передмісті.
У 1800 році церкву Богоявлення Господнього було ліквідовано австрійським урядом, а церковну парафію прилучено до парафії Успенської церкви.